# Nataša Kandić

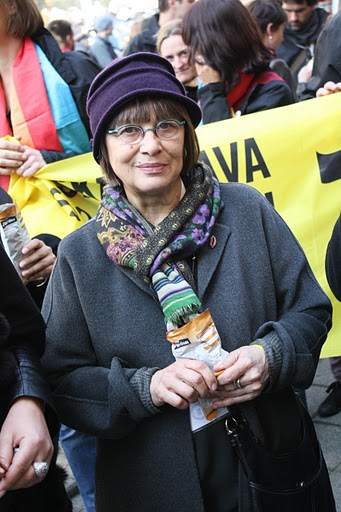
Nataša Kandić, 2010

Nataša Kandić (Servisch: Наташа Кандић) (Kragujevac, 1946) is een Servisch mensenrechtenverdediger. Ze is directrice van het 'Centrum voor Humanitair Recht' dat vanuit het buitenland wordt gefinancierd.

## Werk
In 1991 organiseerde Kandić de 'Kaarsen voor Vrede’-campagne. Gedurende zestien maanden stond familie van oorlogsslachtoffers elke nacht voor het presidentieel paleis om de namen voor te lezen van de oorlogsdoden. Ze organiseerde in 1992 de 'Mars van de Zwarte Lintjes' die een opkomst kende van 150.000 burgers als protest tegen hun erbarmelijke levensomstandigheden in Sarajevo. Ze organiseerde verder een petitie tegen de gedwongen rekrutering van soldaten en haalde hiermee 78.000 handtekeningen binnen.
In 1992 richtte Kandić de niet-gouvernementele organisatie 'Centrum voor Humanitair Recht' op. Daar werken rond 70 advocaten aan de opheldering van en onderzoek naar ernstige mensenrechtenschendingen tijdens de oorlogen in Joegoslavië in de jaren negentig. 
Vanwege haar werkzaamheden was ze tijdens het regime van Slobodan Milošević impopulair. Ook na diens val werd ze nog steeds door velen gezien als een nestbevuiler. Op 17 februari 2008 nam ze deel aan de aanvaarding van de onafhankelijkheidsverklaring van Kosovo. Dit kwam haar op heftige kritiek te staan van Servische nationalisten en media.

## Erkenning
Kandić ontving tal van onderscheidingen, waaronder in 1993 een onderscheiding van Human Rights Watch en in 1999 een Martin Ennals Award van Amnesty International. Samen met de Kosovaar Veton Surroi ontving ze in 2000 de Nederlandse Geuzenpenning. Time Magazine riep haar in 2003 uit als een van de 36 'Europese helden'.
Nadat ze in 2005 had opgeroepen de verantwoordelijken van het Bloedbad van Srebrenica te bestraffen, werd ze uitgeroepen tot ereburger van Sarajevo. In 2006 werd ze door Kroatisch president Stjepan Mesić bekroond met de Katarina Zrinski Orde vanwege de "verspreiding van morale maatschappelijke waarden door talrijke humanitaire activiteiten".